# Seamus Davey-Fitzpatrick
Seamus Davey-Fitzpatrick (* 29. Dezember 1998 in New York City, New York) ist ein US-amerikanischer Filmschauspieler.

## Leben
Davey-Fitzpatrick ist der Sohn von Marty Davey und James Fitzpatrick, eines Schauspielerehepaares. Er, der heute in Stroudsburg (Pennsylvania) lebt, stand für zahlreiche Werbespots vor der Kamera.
Nach einer kleinen Rolle in einem zehnminütigen Kurzfilm im Jahr 2003 erfolgte 2006 sein Durchbruch, als er Damien, den Antichristen, in Das Omen verkörperte. Dafür wurde er bei den Young Artist Awards 2007 für den Award als Bester Schauspieler in einem Spielfilm – zehn Jahre oder jünger nominiert. Auch wirkte er, jedoch ohne in den Credits erwähnt zu werden, in einer Episode von Sex and the City mit. Darauf folgten zwei Gastauftritte in den Law-&-Order-Ablegern Criminal Intent – Verbrechen im Visier und Law & Order: Special Victims Unit. Von 2007 bis 2008 hatte er die Rolle des Will Winslow in der langlebigen Seifenoper Springfield Story inne. Im Jahr 2009 war er in sieben der dreizehn produzierten Episoden in der Nebenrolle des Dylan in der FX-Serie Lights Out zu sehen. 2013 hatte er in Richard Linklaters Film Before Midnight einen Kurzauftritt als Sohn Hank des Protagonisten Jesse, gespielt von Ethan Hawke.

## Filmografie (Auswahl)
- 2006: Das Omen (The Omen)
- 2009: Everybody’s Fine
- 2010: Damages – Im Netz der Macht (Damages, Fernsehserie, 4 Episoden)
- 2011: Lights Out (Fernsehserie, 7 Episoden)
- 2011: Person of Interest (Fernsehserie, 1 Episode)
- 2012: Moonrise Kingdom
- 2013: Before Midnight
- 2013: Northern Borders
- 2013: Das Versprechen (Wish You Well)
- 2014: Liebe to Go – Die längste Woche meines Lebens (The Longest Week)
- 2014: Bauernopfer – Spiel der Könige (Pawn Sacrifice)
- 2015: No Letting Go
- 2017: The Dinner